# خربة قنفار
خربة قنفار هي إحدى القرى اللبنانية من قرى قضاء البقاع الغربي في محافظة البقاع.